# フラッシャー (原子力潜水艦)
|          |                                                                                             |
| 艦歴     |                                                                                             |
| 発注     | 1960年6月9日                                                                                |
| 起工     | 1961年4月14日                                                                               |
| 進水     | 1963年6月22日                                                                               |
| 就役     | 1966年7月22日                                                                               |
| 退役     | 1992年9月14日                                                                               |
| 除籍     | 1992年9月14日                                                                               |
| その後   | 原子力艦再利用プログラム                                                                    |
| 性能諸元 |                                                                                             |
| 排水量   | 水上：3,540トン、水中：4,200トン                                                            |
| 全長     | 292 ft                                                                                      |
| 全幅     | 31 ft 8 in                                                                                  |
| 吃水     | 25 ft 2 in                                                                                  |
| 機関     | 原子力ギアード・タービン推進 WEC S5W 加圧水型原子炉 1基 蒸気タービン 2基 1軸推進、15,000SHP |
| 最大速   | 水上：15+ ノット、水中：28+ ノット                                                          |
| 乗員     | 士官12名、兵員76名                                                                          |
| 兵装     | 21インチ魚雷発射管4門 （サブロック、魚雷）                                                  |
| モットー |                                                                                             |

フラッシャー (USS Flasher, SSN-613) は、アメリカ海軍の原子力潜水艦。パーミット級原子力潜水艦の11番艦。艦名はマツダイ科の魚の一種フラッシャーに因む。その名を持つ艦としてはガトー級潜水艦38番艦(SS-249)以来2隻目。
フラッシャーは建造途中で広範囲な修正が施された。その内容は船体の延長、セイルの延長および海水システムの防水性が改良された。SUBSAFEプログラムがスレッシャー (USS Thresher, SSN-593) の喪失から開発され、フラッシャーはSUBSAFE改良が施された最初の艦となった。この改良は起工から就役まで長期の遅れが生じた原因となった。

## 艦歴
フラッシャーは1961年4月14日にコネチカット州グロトンのエレクトリック・ボート社で起工した。1963年6月22日にポール・F・フェイ・ジュニア夫人（海軍次官の妻）によって命名、進水した。同日テカムセ (USS Tecumseh, SSBN-628) もエレクトリック・ボートで進水している。進水式典では大西洋艦隊潜水艦隊司令官エルトン・W・グレンフェル中将が演説を行った。1966年7月22日に艦長ケネス・M・カー中佐の指揮下就役する。就役式典ではテネシー州選出下院議員のジョージ・W・グライダーが演説を行った。グライダーは第二次世界大戦中にフラッシャー (USS Flasher, SS-249) の艦長を務めた。
就役後フラッシャーは1966年9月23日に新たな母港の真珠湾に到着した。10月7日に日本の防衛参事官が太平洋艦隊潜水艦隊司令官のJ・H・マウラー少将と共に乗艦した。

フラッシャーは1992年5月26日に退役し、1992年9月14日に除籍された。その後ワシントン州ブレマートンで原子力艦再利用プログラムに従って解体され、作業は1994年5月11日に完了した。
フラッシャーは25年の経歴で5個の戦闘効率賞、4個の殊勲部隊章、海軍部隊章、大統領感状を受章した。

## 記章
フラッシャーの記章は、先代のフラッシャー (SS-249) の記章を改作したものであった。 SS-249 は1943年9月25日に就役した。フラッシャーの記章はウォルト・ディズニーによってデザインされたものであった。SSN-613 の竣工日に、乗組員はオリジナルの記章にいくつかのシンボルを加えて新たな記章をデザインした。2隻の艦番号が加えられ、電子軌道は原子力を意味して付け加えられた。記章は1965年に公式のものとして定められた。

## 歴代艦長
1. ケネス・M・カー中佐：1966-1967
2. アーン・C・ジョンソン中佐：1967-1969
3. エムズリー・F・コッブ中佐：1969-1972
4. ロジャー・F・ベーコン中佐：1972-1975
5. ノエル・B・ヘンダーソン中佐：1975-1976
6. ウィリアム・C・ロザート中佐：1976-1979
7. ウィリアム・C・ヒューズ・ジュニア中佐：1979-1982
8. ラルフ・R・モーリス中佐：1982-1986
9. ポール・W・パピノー中佐：1986-1989
10. ジョエル・N・ウェーバー中佐：1989-1992

ケネス・カーは1989年に原子力規制委員会の議長に就任した。ロジャー・ベーコン中将は海軍作戦副部長としてその経歴を完了した。